# Marco Geganio Macerino (tribuno consolare 367 a.C.)
Marco Geganio Macerino (fl. IV secolo a.C.) è stato un politico romano.

## Tribunato consolare
Nel 367 a.C. fu eletto tribuno consolare con Aulo Cornelio Cosso, Lucio Veturio Crasso Cicurino, Marco Cornelio Maluginense, Publio Manlio Capitolino e Publio Valerio Potito Publicola.
Alla notizia dell'avvicinarsi dei Galli, Marco Furio Camillo fu nominato dittatore per la quinta volta.